# Kanton Combs-la-Ville
Der Kanton Combs-la-Ville ist seit 1991 ein französischer Kanton in den Arrondissements Melun und Torcy im Département Seine-et-Marne und in der Region Île-de-France; sein Hauptort ist Combs-la-Ville.

## Gemeinden
Der Kanton besteht aus fünf Gemeinden mit insgesamt 76.350 Einwohnern (Stand: 1. Januar 2022) auf einer Gesamtfläche von 73,98 km²:
| Gemeinde              | Einwohner 1. Januar 2022 | Fläche km² | Dichte Einw./km² | Code INSEE | Postleitzahl | Arrondissement |
| --------------------- | ------------------------ | ---------- | ---------------- | ---------- | ------------ | -------------- |
| Brie-Comte-Robert     | 18.999                   | 19,93      | 953              | 77053      | 77170        | Torcy          |
| Combs-la-Ville        | 22.712                   | 14,48      | 1.569            | 77122      | 77380        | Melun          |
| Lieusaint             | 14.096                   | 11,97      | 1.178            | 77251      | 77127        | Melun          |
| Moissy-Cramayel       | 18.498                   | 14,28      | 1.295            | 77296      | 77550        | Melun          |
| Réau                  | 2.045                    | 13,32      | 154              | 77384      | 77550        | Melun          |
| Kanton Combs-la-Ville | 76.350                   | 73,98      | 1.032            | 7704       | –            | –              |

Bis zur Neuordnung bestand der Kanton Combs-la-Ville aus den vier Gemeinden Combs-la-Ville, Lieusaint, Moissy-Cramayel und Réau. Sein Zuschnitt entsprach einer Fläche von 56,06 km2.

## Bevölkerungsentwicklung
| 1968  | 1975   | 1982   | 1990   | 1999   | 2006   |
| ----- | ------ | ------ | ------ | ------ | ------ |
| 9 853 | 15 447 | 19 973 | 38 099 | 42 295 | 48 479 |